# دحل الهشامي
دحل الهشامي ويُعرف أيضًا باسم دحل خريشيم أو دحل خريشيف هو دحل في الصمان في السعودية.

## الموقع
يقع الدحل إلى الشمال من قرية شوية، وإلى الشمال الغربي من حزوى (العمانية)، وإلى الغرب من معقلا (الشملول)، وإلى الشمال بميل يسير إلى الشرق من عرق الدحول (شوية).